# Schellenberg (Kleinsendelbach)
Schellenberg ist ein Gemeindeteil der Gemeinde Kleinsendelbach im Landkreis Forchheim (Oberfranken, Bayern).

## Geografie
Das im Erlanger Albvorland gelegene Dorf liegt etwa einen Kilometer nordnordöstlich des Ortszentrums von Kleinsendelbach auf einer Höhe von 355 m ü. NHN.

## Geschichte

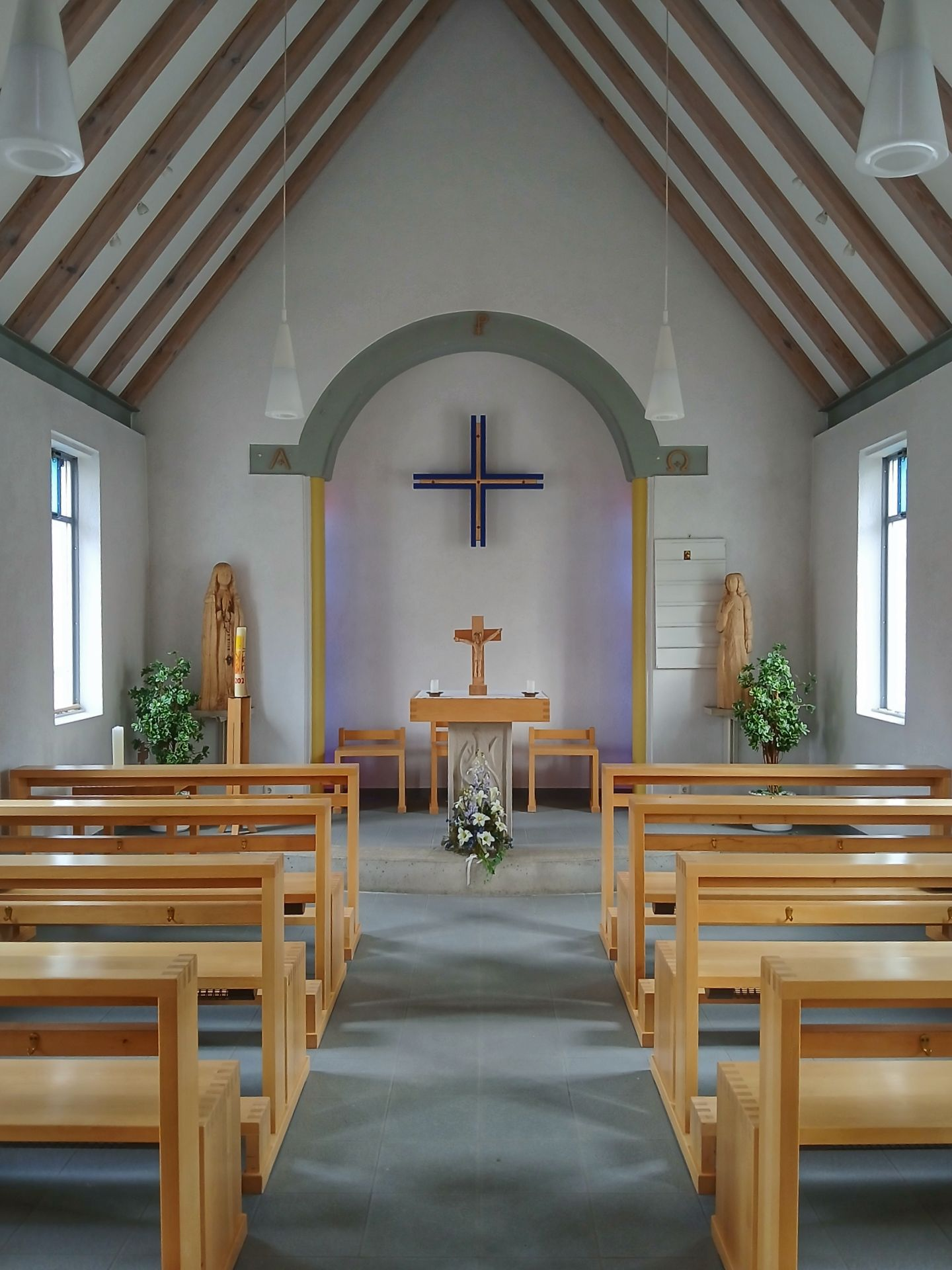
Innenraum der Ortskapelle Heilig Kreuz

Schellenberg wurde im Jahr 1172 zum ersten Mal schriftlich genannt, als in einer Urkunde des Klosters Weißenohe ein Adeliger mit dem Namen „Hermann von Schellenberc“ erwähnt wurde. Bis zum Beginn des 19. Jahrhunderts unterstand das Dorf der Landeshoheit des Hochstifts Bamberg. Die im fränkischen Raum hierfür maßgebliche Dorf- und Gemeindeherrschaft wurde dabei vom Amt Neunkirchen als Vogteiamt ausgeübt. Auch die Hochgerichtsbarkeit stand diesem Amt in seiner Rolle als Centamt zu. Als das Hochstift Bamberg infolge des Reichsdeputationshauptschlusses 1802/03 säkularisiert und unter Bruch der Reichsverfassung vom Kurfürstentum Pfalz-Baiern annektiert wurde, wurde Schellenberg zu einem Bestandteil der während der napoleonischen Flurbereinigung gewaltsam in Besitz genommenen neubayerischen Gebiete.
Durch die Verwaltungsreformen zu Beginn des 19. Jahrhunderts im Königreich Bayern wurde Schellenberg mit dem Zweiten Gemeindeedikt 1818 ein Gemeindeteil der Ruralgemeinde Kleinsendelbach.

## Verkehr
Die in Kleinsendelbach von der Staatsstraße St 2240 abzweigende Kreisstraße FO 29 durchquert den Ort und führt über Neubau weiter nach Etlaswind. Der ÖPNV bedient das Dorf an einer Bushaltestelle der Buslinie 211 des VGN. Die nächstgelegenen Bahnhöfe befinden sich in Eschenau und Forth an der Gräfenbergbahn.

## Baudenkmäler
In Schellenberg gibt es vier denkmalgeschützte Bauwerke, einen Bauernhof und ein Bauernhaus, eine Scheune sowie die Fragmente einer Sandsteinmarter.